# Faidōn Matthaiou
Faidōn Matthaiou (in greco Φαίδων Ματθαίου?; Salonicco, 12 luglio 1924 – Salonicco, 17 settembre 2011) è stato un canottiere, cestista e allenatore di pallacanestro greco.

## Carriera
Quarantaquattro presenze nella nazionale greca, partecipa a due edizioni del Campionato europeo e alle Olimpiadi del 1952 disputate ad Helsinki.
In Serie A ha vestito la maglia di Varese, con cui ha giocato, allenandola per una parte del Campionato 1955-56. Scelto da Rino Sassi, presidente della squadra varesina come secondo straniero da affiancare a Tony Flokas, entra in contrasto con l'allenatore Yogi Bough, che a metà campionato viene ceduto a Bologna. Nominato allenatore porta a scarsi risultati, con la decisione dopo alcune settimane della sostituzione con l'esperto Amerigo Penzo. Con l'arrivo di Giovanni Borghi ed il primo anno di proprietà Ignis, Matthaiou viene licenziato.
Conclusa l'esperienza italiana rientra in patria, dove a fine carriera diventa allenatore. Dirige la nazionale fino al 1969, dedicandosi poi a squadre di club del suo paese, ed entra a fine carriera nella Greek Basketball Hall of Fame.

## Palmarès

### Giocatore
- Campionato greco: 3

Panathinaikos: 1949-50, 1950-51, 1953-54

### Allenatore
- Campionato greco: 1

Olympiacos: 1975-76
- Coppa di Grecia: 2

Olympiacos: 1976
PAOK Salonicco: 1984